# Наринський сільський округ (Аягозький район)
Нари́нський сільський округ (каз. Нарын ауылдық округі, рос. Нарынский сельский округ) — адміністративна одиниця у складі Аягозького району Абайської області Казахстану. Адміністративний центр — село Шинкожа.
Населення — 1109 осіб (2021; 1677 у 2009, 2170 у 1999, 2763 у 1989).
Станом на 1989 рік існувала Наринська сільська рада (села Кангельди, Караул, Толенди, Шингожа) з центром у селі Шингожа, село Ай перебувало у складі Аксаулинської сільської ради колишнього Таскескенського району. Станом на 1999 рік село Ай перебувало у складі Акшаулинського сільського округ. Села Карааул, Толенди були ліквідовані 2017 року.

## Склад
До складу округу входять такі населені пункти:
| Населений пункт | Старі назви | Населення, осіб (1989) | Населення, осіб (1999) | Населення, осіб (2009) | Населення, осіб (2021) |
| --------------- | ----------- | ---------------------- | ---------------------- | ---------------------- | ---------------------- |
| Ай, село        | -           | 348                    | 191                    | 99                     | 32                     |
| Кангельди, село | -           | 215                    | -                      | -                      | -                      |
| Карааул, село   | Караул      | 232                    | 124                    | 101                    | -                      |
| Толенди, село   | -           | 141                    | 92                     | 61                     | -                      |
| Шинкожа, село   | Шингожа     | 1827                   | 1763                   | 1416                   | 1077                   |